# 교고쿠 나쓰히코
교고쿠 나쓰히코(일본어: 京極 夏彦 교고쿠 나쓰히코[*], 1963년 3월 26일 ~)는 일본의 소설가, 요괴 연구가이자, 아트 디렉터이다. 세계요괴협회 · 세계요괴회의 평의원, 관동수목회 회원, 동아시아 괴의학회 회원. 〈괴담의 괴〉발기인 중 한 명이다. 홋카이도 오타루시 출신. 홋카이도 굿챵 고등학교 졸업, 센쥬 학교 구와자와 디자인 연구소 중퇴. 주식회사 오사와 오피스 소속이다.

## 약력
1963년 3월 26일에 일본 홋카이도(北海道)의 오타루 시(小樽市)에서 태어났다. 그래픽 디자이너 ・ 아트 디렉터로써 구와자와 디자인 연구소(桑沢デザイン研究所)를 거쳐 광고대리점에서 일했고, 제작부 부부장이 되었다. 그러나 컨디션 불량으로 얼마 안 가서 퇴직하고 그와 관련해서 알게 된 관계자들과 함께 작은 디자인 회사를 설립하였다.
그러나 버블 붕괴 뒤 일본의 불경기에 회사 일은 좀처럼 풀리지 않았고, 그런 와중에 생각한 기획서를 몇 부 썼다. 뒤에 한가한 시간마다 짬을 내어 소설 『우부메의 여름』(姑獲鳥の夏)을 썼다. 그리고 휴일에 어디 나갈 돈도 없는 1994년의 황금 연휴에 「회사에서 소설을 썼는데 인쇄할 돈이 아깝다」(会社で小説書いちゃったから印字代とかがもったいない)는 가벼운 기분으로 「원고 쓰는데 들어간 용지나 잉크값이라도 벌었으면」(出来れば原稿に使った用紙とインク代の元だけでも稼げれば)하는 심정으로 편집자에게 문전박대 당할 것도 어느 정도 기대하면서 고단샤 노벨즈(講談社ノベルス)의 편집부에 전화를 걸었다.
이때 편집자는 교고쿠에게서 답장이 오려면 몇 달에서 반년은 걸리겠거니 생각했지만 얼마 안 되어 완성된 소설이 상자에 포장되어 떡하니 편집부에 도착했다. 『우부메의 여름』 원고를 읽기 시작해 단 하루만에 다 읽어 버린 편집자는 「이거 저명한 작가가 우리 편집부의 문해력을 시험하려고 일부러 무명인 것처럼 해서 이렇게 글을 보낸 것은 아닌가」(著名な作家が編集部のリテラシーを試しているイタズラでは)라고 느꼈다고 하며, 또 원고를 보낸 지 불과 이틀 만에 편집부의 답장을 받은 교고쿠도 「이거 몰래카메라 아니냐」(まさかのドッキリではないか)라고 생각했다고 한다. 이 작품은 앞에서 서술한 대로 일하는 틈틈이 쓴 것으로 소설 집필은 교고쿠에게 처음 있는 일이었다. 작품 구상은 10년 전에 생각했던 만화의 소재라고 한다.
원고를 읽은 당시 고단샤 노벨즈의 편집자 가쓰라기 아쓰시(唐木厚)에 의해 곧바로 고단샤 노벨즈로써 발매가 결정되었다. 『광골의 꿈』(狂骨の夢)의 발매일(1995년 5월)에 프로필 등이 풀려서 슈에이샤(集英社) ・ 주오코론샤(中央公論社) ・ 신쇼샤(新潮社) 등 여러 출판사에서 집필 의뢰가 쏟아져 들어왔고, 자신의 회사에 대해 『우부메의 여름』 발매 시점에서는 미처 생각지도 않고 자신의 책이 나온 것에 대한 부끄러움 탓에 출판 소식을 전하지 못하고 있었지만, 고단샤로부터의 의뢰로 『망량의 상자』(魍魎の匣) 집필에 들어간 단계에서 더 이상 감추기가 답답해져서 사정을 설명하고 『광골의 꿈』 발매 뒤에는 다른 출판사로부터도 집필 의뢰가 쇄도하기 시작해 회사에서의 일은 병행이 어렵게 되었기 때문에 회사는 일단 퇴직하고 잠시 후 외부 스태프 자격으로 계속 일하게 되었다. 이후에는 교고쿠의 인연으로 교고쿠 자신의 단행본이나 출판사 일부 서적 디자인을 이 회사가 담당하고 있다.
2010년 5월 28일에 일본에서의 iPad 발매와 같은 날에 『죽지 그래』(死ねばいいのに)를 전자책으로 발매하였다. 또한 2011년 10월 14일에는 사륙판(四六判) ・ 노벨즈(ノベルス) ・ 분책문고(分冊文庫) ・ 전자서적 이렇게 네 가지 형태로 『루가루2 인큐버스×서큐버스 서로 함께할 수 없는 몽마』(ルー＝ガルー2 インクブス×スクブス 相容れぬ夢魔)를 발매하였다. 이는 일본 출판 역사상 처음 있는 일이었다
교고쿠의 활동은 소설가에 그치지 않고 『게게게의 기타로』(死ねばいいのに) 제4기 101화에서 각본 및 자신을 모델로 한 특별 출연 캐릭터 「잇카쿠도」(一刻堂)의 캐릭터 디자인과 성우를 맡기도 했다. 『항설백물어』(巷説百物語)가 일본에서 텔레비전 애니메이션으로 제작되었을 때에는 성우로써도 교고쿠도(京極亭) 역을 맡았다. 또한 교고쿠 자신의 데뷔작을 원작으로 하는 『우부메의 여름』에서는 상이군인(미즈키 시게루)역으로 출연하기도 하였으며, 망량의 상자가 애니메이션으로 제작되었을 때에도 성우로써 마지막화에 검은 옷의 사내 역으로 특별 출연하였다.
친교가 깊은 소설가 미야베 미유키(宮部みゆき)나 아라마타 히로시(荒俣宏) 등에게는 미즈키 시게루의 고향인 사카이우라산 솔잎게를 매년 새해 선물로 보내 주고 있다고 핬다.

## 작품

### 백귀야행 시리즈
교고쿠도(京極堂) 시리즈라고도 한다
- 《우부메의 여름》(姑獲鳥の夏, 1994) 데뷔작
  - 김소연 역, 손안의책, 2004, ISBN 89-90028-25-6
- 《망량의 상자》(魍魎の匣, 1995) 제49회 일본 추리작가 협회상(장편 부문)
  - 상: 김소연 역, 손안의책, 2005, ISBN 89-90028-31-0
  - 하: 김소연 역, 손안의책, 2005, ISBN 89-90028-32-9
- 《광골의 꿈》(狂骨の夢, 1995)
  - 상: 김소연 역, 손안의책, 2006, ISBN 89-90028-41-8
  - 하: 김소연 역, 손안의책, 2006, ISBN 89-90028-42-6
- 《철서의 우리》(鉄鼠の檻, 1996)
  - 상: 김소연 역, 손안의책, 2010, ISBN 978-89-90028-57-0
  - 중: 김소연 역, 손안의책, 2010, ISBN 978-89-90028-58-7
  - 하: 김소연 역, 손안의책, 2010, ISBN 978-89-90028-59-4
- 《백귀야행》(百鬼夜行――陰, 1999)
  - 홍영의 역, 초록배매직스, 2002, ISBN 89-8467-098-7
- 《백기도연대 우》(百器徒然袋――雨, 1999)
  - 이길진 역, 솔, 2007, ISBN 978-89-8133-854-1
- 《백기도연대 풍》(百器徒然袋――風, 2004)
  - 이길진 역, 솔, 2008, ISBN 978-89-8133-899-2

### 항설백물어 시리즈
- 《항설백물어》(巷說百物語, 1999)
  - 금정 역, 비채, 2009, ISBN 978-89-92036-92-4
- 《속항설백물어》(続巷説百物語, 2001) 제130회 나오키 상
  - 금정 역, 비채, 2011, ISBN 978-89-94343-33-4

### 에도 괴담 시리즈
- 《웃는 이에몬》(嗤う伊右衛門, 1997) 제25회 이즈미 쿄카 문학상
  - 김소연 역, 북스피어, 2010, ISBN 978-89-91931-74-9
- 《엿보는 고헤이지》(覘き小平次, 2002) 제16회 야마모토 슈고로 상

### 그 외
- 《싫은 소설》(厭な小説, 2009)
  - 김소연 역, 손안의책, 2011, ISBN 978-89-90028-67-9
- 《죽지그래》(死ねばいいのに, 2010)
  - 권남희 역, 자음과모음, 2001, ISBN 978-89-5707-568-5

1. ↑  『新本格ミステリはどのようにして生まれてきたのか？』（太田克史・編、星海社発行、講談社販売）P.120・京極夏彦「秀雄さん」
2. 1 2  『IN★POCKET』2009年6月号 『邪魅の雫』文庫刊行 京極夏彦 『姑獲鳥の夏』から15年を語る